# Élections législatives de 2021 à Sainte-Hélène
Les élections législatives de 2021 à Sainte-Hélène ont lieu le 13 octobre 2021 afin de renouveler les membres du conseil législatif de Sainte-Hélène.
Aucun parti politique n'existant sur l'île, l'ensemble des candidats sont indépendants. A l'issue du scrutin, le nouveau conseil élit Julie Thomas pour première Ministre en chef de Sainte-Hélène.

## Contexte
Ces élections sont les premières organisées depuis le référendum consultatif de mars 2021, au cours duquel la population approuve un changement du système de gouvernement avec près de 80 % de votes favorables, malgré une participation d'à peine plus de 17 %. Également interrogés sur le système destiné à remplacer celui en vigueur, les participants au référendum choisissent un régime parlementaire,,. 
Le pouvoir exécutif est jusqu'alors exercé par un conseil exécutif présidé par un gouverneur nommé par la reine du Royaume-Uni et cinq membres du Conseil législatif choisis par le gouverneur. Ceux ci forment ensuite des comités sur des sujets donnés, tandis que le gouverneur exerce ainsi de fait la fonction de chef du gouvernement.
L'option retenue lors du référendum consultatif introduit un chef de gouvernement élu par le Conseil législatif, le ministre en chef, qui nomme ensuite quatre ministres parmi les membres du Conseil, sur le modèle d'un système parlementaire classique. Le gouverneur continue de présider le Conseil exécutif, qui comporte également le procureur général pour membre de droit, mais l'essentiel du pouvoir exécutif est détenu par le ministre en chef. Le Conseil législatif met en œuvre ce changement en votant plusieurs amendements à la constitution de Sainte-Hélène, qui sont approuvés le 28 juillet suivant par le Conseil privé.
Le 31 août 2021, les élections sont convoquées par le gouverneur par intérim Gregory Gibson pour le 13 octobre suivant, le conseil législatif sortant ayant été dissous le 2 août selon la procédure habituelle. Les candidats ont jusqu'au 29 septembre pour présenter leur candidature,.

## Système politique et électoral
L'île de Sainte-Hélène fait partie du territoire d'outre-mer du Royaume-Uni de Sainte-Hélène, Ascension et Tristan da Cunha dans l'océan Atlantique, organisé sous la forme d'une monarchie parlementaire. L'île fait partie de la Couronne britannique et la reine du Royaume-Uni Élisabeth II en est nominalement chef de l'État. Elle est représentée par un gouverneur, actuellement Philip Rushbrook.
Le conseil législatif est un parlement unicaméral composé de 15 députés dont trois ex officio — le secrétaire en chef, le secrétaire des finances et le procureur général, nommés par le gouverneur —, et 12 personnes élues pour 4 ans selon un mode de scrutin plurinominal majoritaire dans une unique circonscription. Les habitants ont autant de votes qu'il y a de sièges, à raison d'un vote par candidats. Les 12 candidats ayant reçu le plus de votes sont déclarés élus.

## Résultats
Chaque électeur peut voter pour jusqu'à douze candidats différents, ce qui porte le nombre de voix à un total bien supérieur au nombre d'électeurs. La plupart des électeurs n'utilisent cependant pas la totalité des voix à leur disposition, et parfois seulement une.
Les législatives de l'île sont parmi les scrutins les plus transparents au monde, le dépouillement des bulletins étant diffusé en direct à la radio
| Candidats                       | Sortants                  | Voix  | Résultat |
| ------------------------------- | ------------------------- | ----- | -------- |
| Julie Thomas                    | –                         | 888   | Élu      |
| Andrew James Turner             | –                         | 834   | Élu      |
| Corinda Sebastiana Stuart Essex | ✓                         | 827   | Réélu    |
| Martin Dave Henry               | –                         | 750   | Élu      |
| Jeffrey Robert Ellick           | ✓                         | 688   | Réélu    |
| Ronald Arthur Coleman           | –                         | 678   | Élu      |
| Karl Gavin Thrower              | –                         | 611   | Élu      |
| Gillian Ann Brooks              | –                         | 561   | Élu      |
| Mark Alan Brooks                | –                         | 533   | Élu      |
| Christine Scipio-O'Dean         | ✓                         | 532   | Réélu    |
| Robert Charles Midwinter        | –                         | 485   | Élu      |
| Rosemary June Bargo             | –                         | 456   | Élu      |
| Russell Keith Yon               | ✓                         | 450   |          |
| Peter Anthony Young             | –                         | 410   |          |
| Derek Franklin Thomas           | ✓                         | 394   |          |
| Paul Laban                      | –                         | 376   |          |
| Clint Richard Beard             | ✓                         | 369   |          |
| Melissa Kim Fowler              | –                         | 368   |          |
| Keith Gordon Brinsden           | –                         | 315   |          |
| Helene Virginia Williams        | –                         | 308   |          |
| Cruyff Gerard Buckley           | ✓                         | 299   |          |
| Gavin George Ellick             | ✓                         | 279   |          |
| Leslie Paul Baldwin             | –                         | 260   |          |
| Julie Christine Fowler          | –                         | 194   |          |
| Damien Shaun Thomas             | –                         | 187   |          |
| Lionel George Williams          | –                         | 67    |          |
| Elizabeth Knipe                 | –                         | 65    |          |
| Donald Eric Thomas              | –                         | 65    |          |
| Patrick Arthur Williams         | –                         | 40    |          |
|                                 |                           |       |          |
| Votes valides                   | Votes valides             | 1 296 | 99,62 %  |
| Votes blancs et invalides       | Votes blancs et invalides | 5     | 0,38 %   |
| Total des votants               | Total des votants         | 1 301 | 100 %    |
| Abstentions                     | Abstentions               | 861   | 39,82 %  |
| Inscrits / participation        | Inscrits / participation  | 2 162 | 60,18 %  |

## Suites

Julie Thomas

La nouvelle assemblée organise le 25 octobre sa session inaugurale, au cours de laquelle sont choisis son président et vice président, respectivement Cyril Gunnell et Cathy Cranfield ainsi que le tout premier Ministre en chef de Sainte-Hélène, Julie Thomas,.